# 帶紋毛鼻鯰
帶紋毛鼻鯰，為輻鰭魚綱鯰形目毛鼻鯰科的其中一種。分布於南美洲巴西聖保羅沿海河流，體長可達6.2公分。

## 扩展阅读
維基物種上的相關：帶紋毛鼻鯰